# Impermeable (canción)
«Impermeable» es un canción del dúo estadounidense Ha*Ash. Se lanzó el 21 de marzo de 2011 como el primer sencillo del cuarto álbum de estudio de la agrupación A tiempo.
Se convirtió en uno de los temas más solicitados de las radio mexicanas, alcanzó el primer lugar en México Español Airplay y en Monitor Latino. Adicionalmente, se posicionó en el primer lugar en la tienda virtual de iTunes. El 27 de febrero de 2012 fue certificada por AMPROFON con disco de oro.

## Antecedentes y composición
«Impermeable» fue compuesta por el director y compositor mexicano Áureo Baqueiro y la compositora Daniela Blau, siendo producida por el primero. La canción habla de una relación que al concluir, no de la mejor manera, otorga fortaleza a las protagonistas para enfrentarse a nuevos retos. Se lanzó como el primer sencillo del álbum A tiempo el día 21 de marzo de 2011, siendo distribuida por Sony Music México.

## Recepción
En México, se ubicó en el primer lugar en las listas México Español Airplay, y sexta posición en México Airplay, ambas de Billboard. En el mismo país, llegó a la primera posición en el Monitor Latino. El 27 de febrero de 2012 el tema fue certificada oficialmente por AMPROFON con disco de oro en México.

## Vídeo musical
El video musical de “Impermeable” fue estrenado el 4 de mayo de 2011. y grabado en la Ciudad de México, en una suite del Hotel W y en una discoteca de Santa Fe. Fue dirigido por Fausto Terán. La cinta comienza con dos jóvenes viviendo un romance; a medida que avanza el vídeo la historia va subiendo de intensidad y más tarde se ve a ambos discutiendo y confrontándose. La idea del vídeo es entregar una propuesta narrativa, para que los mismos seguidores del dúo decidan el final del vídeo, invitando a imaginar una historia romántica, la que puede tener tres finales, un reencuentro, una desilusión o una confrontación. A octubre de 2019, el vídeo cuenta con 44 millones de reproducciones.
El día 1 de agosto de 2011 se estrenó un nuevo vídeo con una inédita versión del tema, esta vez la hermanas interpretan la pista en forma acústica, el video fue incluido en el DVD de la edición estándar del álbum A tiempo. En el año 2012 se volvió a grabar una versión en vivo, esta vez en concierto e integrada en la edición especial de dicho álbum. A octubre de 2019, el vídeo en vivo cuenta con 8 millones de reproducciones.

## Presentaciones en vivo
El tema fue incluido en las giras A Tiempo Tour y 1F Hecho Realidad Tour, siendo interpretado desde el año 2011 hasta el año 2017, donde fue tocado por última vez.

## Créditos
Créditos adaptados de Genius y AllMusic.
Grabación y gestión
- País de grabación: Estados Unidos.
- Sony / ATV Discos Music Publishing LLC / Westwood Publishing.
- Copyright (P): 2011 Sony Music Entertainment México, S.A. De C.V.

Músicos y personal
- Ashley: Guitarra, vocales.
- Hanna: Vocales, guitarra y piano.
- Áureo Baqueiro: Arreglos, composición, coros, dirección, piano.
- René García: Guitarra, batería, bajo.
- Daniela Blau: Composición.

## Posicionamiento en listas
| Listas (2011)                        | Mejor posición |
| ------------------------------------ | -------------- |
| México (México Airplay)              | 6              |
| México (México Español Airplay)      | 1              |
| México Top 20 anual (Monitor Latino) | 16             |
| México (Monitor Latino)              | 1              |
| México Tocadas (Monitor Latino)      | 3              |

## Certificaciones
| País (organismo certificador) | Certificación | Unidades certificadas |
| ----------------------------- | ------------- | --------------------- |
| México (AMPROFON)             | Oro           | 30 000                |

## Premios y nominaciones
| Año  | Premio                    | Categoría                                | Resultado | Ref    |
| ---- | ------------------------- | ---------------------------------------- | --------- | ------ |
| 2012 | Irresistible Awards Fanta | La canción para dedicar más irresistible | Nominadas | [ 24 ] |